# 고대 프랑스어
고대 프랑스어(franceis, françois, romanz; 현대 프랑스어: ancien français)는 대략 8세기에서 14세기 사이에 프랑스 북부 대부분 지역에서 사용된 언어였다. 고대 프랑스어는 통일된 하나의 언어라기보다는 서로 이해가능하면서도 다양한 로망스어 방언들의 집합체였다. 이 북부 방언들은 이후 프랑스 남부의 오크어(랑그 독)과 대조되는 오일어(랑그 도일)라는 이름으로 집합적으로 알려지게 되었다.
14세기 중반 프랑스 르네상스 시대에는 일드프랑스 지역에서 중세 프랑스어가 형성되기 시작했는데, 이 방언이 현대 프랑스어의 전신이 되었다. 고대 프랑스어의 다른 방언은 현대의 다양한 방언들(푸아트뱅-생통제 방언, 갈로어, 노르만어, 피카르어, 왈롱어 등)으로 발전했으며 각각 고유한 언어적 특징과 역사를 가지고 있다.
고대 프랑스어가 주로 사용된 지역은 대략적으로 프랑스 왕국의 북부 절반과 그 속국(12세기 앵글로-노르만 통치 하에 남아 있던 앙주 제국의 일부 포함), 동쪽으로는 상하 로렌 공국(현대의 프랑스 동북부와 벨기에 왈로니아)까지 확장되었다. 그러나 고대 프랑스어의 영향력은 봉건 지배층과 상업의 언어로서 잉글랜드와 십자군 국가로 옮겨졌기 때문에 훨씬 더 광범위했다.

## 같이 보기
- 프랑스의 역사
- 갈리아어